# Fort William
Fort William (en gaélico escocés: An Gearasdan, /ən ˈkʲɛrəs̪t̪ən/ «Garrison») es una ciudad localizada al suroeste de Escocia, situada en la costa oriental del fiordo de Linnhe, el loch más largo de Escocia, y el loch Eil, en el antiguo distrito de Lochaber, concejo de Highland. La ciudad se halla en la desembocadura de los ríos Lochy y Nevis. Fort William es la villa más próxima a Ben Nevis, el monte más alto del Reino Unido.
Fort William es un importante centro turístico, con Glen Coe al sur, Ben Nevis and Aonach Mor al este y Glenfinnan al oeste, en la ruta a las Islas. Es un centro para hacer senderismo y escalamiento debido a su proximidad con Ben Nevis y muchas otras montañas Munro. También se lo conoce por su pista cuesta abajo de mountain bike. Es uno de los extremos de las vías West Highland Way, entre Milngavie y Fort William, la Great Glen Way, una senda ciclista y senderista entre Fort William e Inverness.
Alrededor de 726 personas (7.33% de la población) son hablantes del gaélico escocés.

## Etimología
Desde 1690, Fort William ha llevado el nombre inglés del rey Guillermo III de Inglaterra, pero la fortaleza fue construida antes, contra la invasión de Escocia por el inglés Oliver Cromwell. Uno de los primeros asentamientos registrados en este lugar es un fuerte de madera de Cromwell construido en 1654 como base para las tropas inglesas. El objetivo era "pacificar" al Clan Cameron después de las Guerras de los Tres Reinos. El fuerte posterior a la Revolución Gloriosa fue llamado Fort William en nombre de Guillermo III de Inglaterra, quien ordenó que fuera construido para controlar a los clanes de las Tierras Altas. Antes de ser nombrado Fort William, se denominó Gordonsburgh, y luego Duncansburgh, antes de ser renombrado como Fort William, esta vez en nombre del príncipe Guillermo Augusto de Cumberland conocido entre algunos escoceses como el "carnicero de Cumberland". Con el correr de los años se han sugerido otros nombres (por ejemplo, Invernevis).
Había un proyecto para construir en el paseo marítimo de Fort William casas, oficinas, hoteles, una biblioteca y tiendas, con un coste de 80 000 000 de libras esterlinas. Fue abandonado en abril de 2010.

## Historia
Históricamente, esta área de Lochaber era del Clan Cameron, y había un gran número de asentamientos de los Cameron (tales como Blarmacfoldach). Antes de construir el fuerte, Inverlochy era el asentamiento principal en el área y también era el lugar donde hubo dos batallas – la primera batalla de Inverlochy en 1431 y la segunda batalla de Inverlochy en 1645.

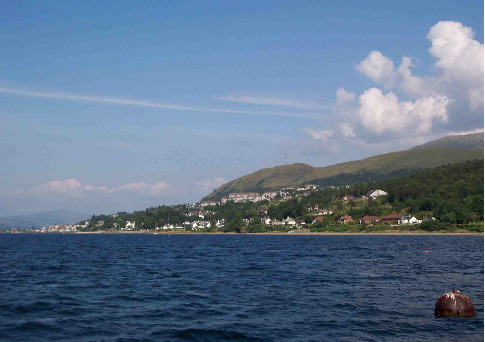
Fort William desde Loch Linnhe.

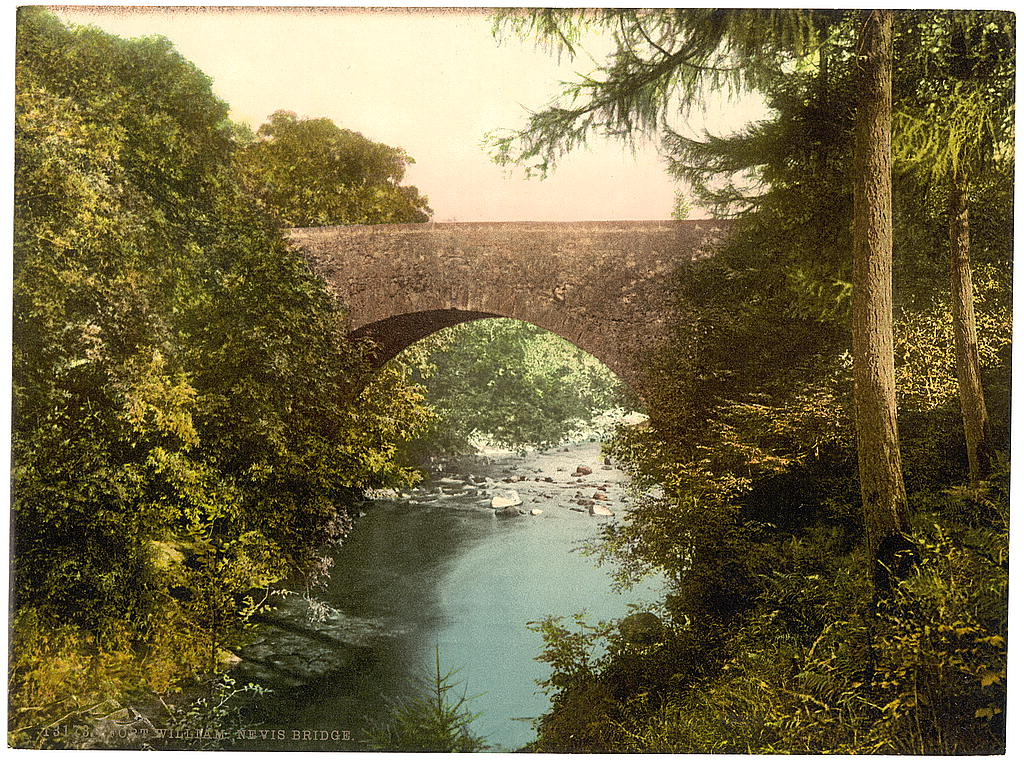
"Puente Nevis, Fort William, Escocia", ca. 1890–1900.

El pueblo creció en tamaño cuando se construyó el fuerte para controlar a la población después de la invasión de Oliver Cromwell durante las Guerras de los Tres Reinos, y luego para reprimir los levantamientos armados jacobitas del siglo XVIII.
En la Rebelión jacobita de 1745, conocida como la Cuarenta y cinco, Fort William fue sitiado por dos semanas por los jacobitas desde el 20 de marzo al 3 de abril de 1746. Sin embargo, aunque los jacobitas habían capturado dos de los fuertes en la cadena de las tres fortificaciones Great Glen, Fort Augustus y el original Fort George, fracasaron al intentar tomar Fort William.
Durante la Segunda Guerra Mundial, Fort William fue el lugar donde se estableció el HMS, St Christopher, una base de entrenamiento de las Fuerzas Costeras de la Marina Real. Se puede saber más sobre la historia del pueblo y la región en el Museo West Highland en la calle High.
Fort William se encuentra en el extremo norte de la vía  Tierras Altas del Oeste, una ruta de larga distancia que recorre 153 km a través de las Tierras Altas escocesas hasta Milngavie, en las afueras de Glasgow, y en uno de los extremos de la Vía Great Glen, que está entre Fort William e Inverness.
El 2 de junio de 2006, un incendio destruyó el restaurante McTavish's en la calle High junto con dos comercios que eran parte del edificio. El restaurante se había abierto en 1970 y antes había sido el café Fraser's desde 1920. En 2012 comenzaron los trabajos de desarrollo en un nuevo hotel y comercios a nivel de calle, inaugurados dos años más tarde.

## Población

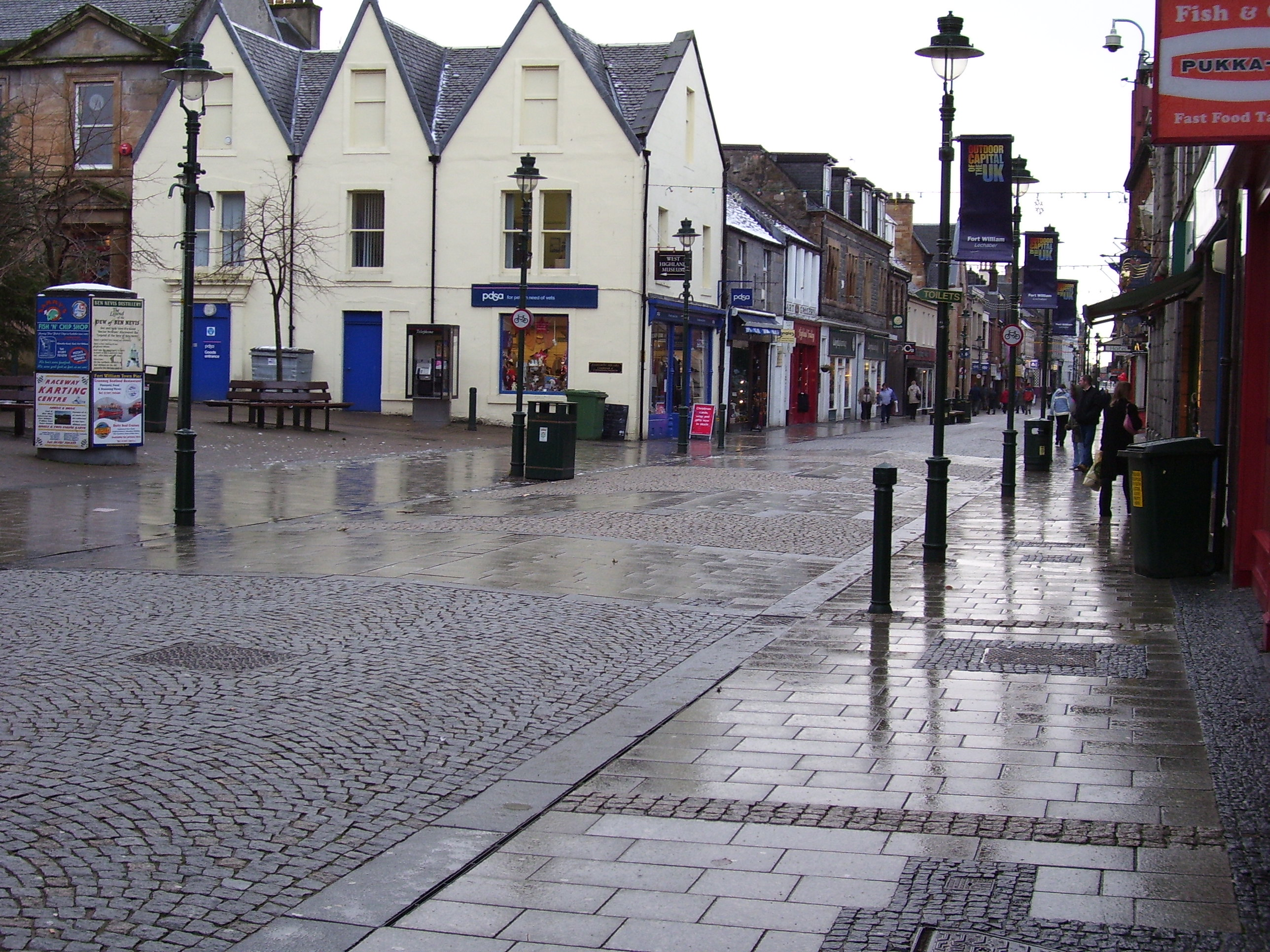
Calle principal de Fort William.

Según el censo de 2001, la población de Fort William es 9908, y por eso es la villa más grande de Highland y la segunda localidad más grande después de la ciudad de Inverness. La mayoría de la población (88.38%) es natal de Escocia, más que el promedio escocés de 87.15 %. El 7.74 % de la población nació en Inglaterra, menos que el promedio escocés de 8.08 %. El gaélico escocés es hablado por el 5,15 % de Fort William, más que el promedio escocés de 1.16 %.

## Transporte
Una línea de transbordadores cruza el Loch Linnhe y enlaza Fort Wililam con el pueblo de Camusnugaul. La carretera A82 está al lado de la villa.